# Hernád
Hernád è un comune dell'Ungheria di 3.618 abitanti (dati 2001) situato nella contea di Pest, nell'Ungheria settentrionale.